# Alien Rampage
Alien Rampage è un videogioco a piattaforme realizzato da Inner Circle Creations e pubblicato da Softdisk per MS-DOS nel 1996. Il gioco era inizialmente intitolato Ravager, e doveva essere pubblicato da Apogee Software.